# Trượt băng nghệ thuật tại Thế vận hội Mùa đông 2018 - Nội dung đồng đội
Nội dung đồng đội của môn trượt băng nghệ thuật tại Thế vận hội Mùa đông 2018 diễn ra từ 9 tới 12 tháng 2 năm 2018 tại Gangneung Ice Arena ở Gangneung, Hàn Quốc. Phần thi ngắn và khiêu vũ ngắn diễn ra vào ngày 9 và 11 tháng 2, còn trượt băng tự do và khiêu vũ tự do diễn ra vào 11 và 12 tháng 2.

## Lịch thi đấu
Giờ thi đấu là giờ địa phương
| Ngày       | Giờ   | Nội dung                          |
| ---------- | ----- | --------------------------------- |
| 9 tháng 2  | 10:00 | Đồng đội nam ngắn                 |
| 9 tháng 2  | 10:00 | Đồng đội đôi ngắn                 |
| 11 tháng 2 | 10:00 | Đồng đội khiêu vũ trên băng ngắn  |
| 11 tháng 2 | 10:00 | Đồng đội nữ ngắn                  |
| 11 tháng 2 | 10:00 | Đồng đội đôi tự do                |
| 12 tháng 2 | 10:00 | Đồng đội nam tự do                |
| 12 tháng 2 | 10:00 | Đồng đội nữ tự do                 |
| 12 tháng 2 | 10:00 | Đồng đội khiêu vũ trên băng tự do |

## Kỷ lục
| Nội dung | Tên                     | Điểm  | Ngày                | Nguồn |
| -------- | ----------------------- | ----- | ------------------- | ----- |
| Nữ ngắn  | Evgenia Medvedeva (OAR) | 81.06 | 11 tháng 2 năm 2018 |       |

Kỷ lục này sau đó bị phá ngay tại phần thi ngắn nội dung đơn nữ Thế vận hội Mùa đông 2018 vài ngày sau bởi Alina Zagitova với số điểm 82.92. Evgenia trước đó cũng phá kỷ lục với điểm số 81.61.

## Thí sinh
| Quốc gia                     | Nam                               | Nữ                                         | Đôi                                                                               | Khiêu vũ trên băng                          |
| ---------------------------- | --------------------------------- | ------------------------------------------ | --------------------------------------------------------------------------------- | ------------------------------------------- |
| Canada                       | Patrick Chan (SP/FS)              | Kaetlyn Osmond (SP) Gabrielle Daleman (FS) | Meagan Duhamel / Eric Radford (SP/FS)                                             | Tessa Virtue / Scott Moir (SD/FD)           |
| Trung Quốc                   | Yan Han (SP)                      | Li Xiangning (SP)                          | Yu Xiaoyu / Zhang Hao (SP)                                                        | Wang Shiyue / Liu Xinyu (SD)                |
| Pháp                         | Chafik Besseghier (SP)            | Maé-Bérénice Méité (SP)                    | Vanessa James / Morgan Ciprès (SP)                                                | Marie-Jade Lauriault / Romain Le Gac (SD)   |
| Israel                       | Alexei Bychenko (SP)              | Aimee Buchanan (SP)                        | Paige Conners / Evgeni Krasnopolski (SP)                                          | Adel Tankova / Ronald Zilberberg (SD)       |
| Ý                            | Matteo Rizzo (SP/FS)              | Carolina Kostner (SP/FS)                   | Nicole Della Monica / Matteo Guarise (SP) Valentina Marchei / Ondrej Hotarek (FS) | Anna Cappellini / Luca Lanotte (SD/FD)      |
| Nhật Bản                     | Uno Shoma (SP) Keiji Tanaka (FS)  | Satoko Miyahara (SP) Kaori Sakamoto (FS)   | Miu Suzaki / Ryuichi Kihara (SP/FS)                                               | Kana Muramoto / Chris Reed (SD/FD)          |
| Đức                          | Paul Fentz (SP)                   | Nicole Schott (SP)                         | Aliona Savchenko / Bruno Massot (SP)                                              | Kavita Lorenz / Joti Polizoakis (SD)        |
| Vận động viên Olympic từ Nga | Mikhail Kolyada (SP/FS)           | Evgenia Medvedeva (SP) Alina Zagitova (FS) | Evgenia Tarasova / Vladimir Morozov (SP) Natalia Zabiiako / Alexander Enbert (FS) | Ekaterina Bobrova / Dmitri Soloviev (SD/FD) |
| Hàn Quốc                     | Cha Jun-hwan (SP)                 | Choi Dabin (SP)                            | Kim Kyu-eun / Alex Kangchan Kam (SP)                                              | Yura Min / Alexander Gamelin (SD)           |
| Hoa Kỳ                       | Nathan Chen (SP) Adam Rippon (FS) | Bradie Tennell (SP) Mirai Nagasu (FS)      | Alexa Scimeca Knierim / Chris Knierim (SP/FS)                                     | Maia Shibutani / Alex Shibutani (SD/FD)     |

## Kết quả

### Phần thi ngắn

#### Nam
Phần thi ngắn của nam diễn ra ngày 9 tháng 2 năm 2018.
| XH | Tên               | Quốc gia                     | TSS    | TES   | PCS   | SS   | TR   | PE   | CH   | IN   | Ded  | StN | Điểm |
| -- | ----------------- | ---------------------------- | ------ | ----- | ----- | ---- | ---- | ---- | ---- | ---- | ---- | --- | ---- |
| 1  | Uno Shoma         | Nhật Bản                     | 103.25 | 56.64 | 46.61 | 9.36 | 9.25 | 9.25 | 9.39 | 9.36 | 0.00 | 10  | 10   |
| 2  | Oleksii Bychenko  | Israel                       | 88.49  | 47.59 | 40.90 | 8.07 | 7.82 | 8.43 | 8.29 | 8.29 | 0.00 | 7   | 9    |
| 3  | Patrick Chan      | Canada                       | 81.66  | 38.56 | 45.10 | 9.21 | 9.07 | 8.50 | 9.14 | 9.18 | 2.00 | 6   | 8    |
| 4  | Nathan Chen       | Hoa Kỳ                       | 80.61  | 37.73 | 43.88 | 8.89 | 8.75 | 8.46 | 8.96 | 8.82 | 1.00 | 8   | 7    |
| 5  | Matteo Rizzo      | Ý                            | 77.77  | 40.60 | 37.17 | 7.39 | 7.18 | 7.64 | 7.50 | 7.46 | 0.00 | 5   | 6    |
| 6  | Cha Jun-hwan      | Hàn Quốc                     | 77.70  | 40.71 | 36.99 | 7.46 | 7.25 | 7.46 | 7.46 | 7.36 | 0.00 | 1   | 5    |
| 7  | Yan Han           | Trung Quốc                   | 77.10  | 38.28 | 40.82 | 8.46 | 8.07 | 7.71 | 8.29 | 8.29 | 2.00 | 4   | 4    |
| 8  | Mikhail Kolyada   | Vận động viên Olympic từ Nga | 74.36  | 33.75 | 42.61 | 8.75 | 8.31 | 8.11 | 8.75 | 8.61 | 2.00 | 9   | 3    |
| 9  | Paul Fentz        | Đức                          | 66.32  | 34.54 | 33.78 | 6.96 | 6.61 | 6.39 | 7.00 | 6.82 | 2.00 | 2   | 2    |
| 10 | Chafik Besseghier | Pháp                         | 61.06  | 26.93 | 34.13 | 6.96 | 6.50 | 6.71 | 6.96 | 7.00 | 0.00 | 3   | 1    |

#### Đôi
Phần thi đôi ngắn diễn ra vào ngày 9 tháng 2 năm 2018.
| XH | Tên                                   | Quốc gia                     | TSS   | TES   | PCS   | SS   | TR   | PE   | CH   | IN   | Ded  | StN | Điểm |
| -- | ------------------------------------- | ---------------------------- | ----- | ----- | ----- | ---- | ---- | ---- | ---- | ---- | ---- | --- | ---- |
| 1  | Evgenia Tarasova / Vladimir Morozov   | Vận động viên Olympic từ Nga | 80.92 | 43.78 | 37.14 | 9.43 | 9.07 | 9.39 | 9.32 | 9.21 | 0.00 | 10  | 10   |
| 2  | Meagan Duhamel / Eric Radford         | Canada                       | 76.57 | 41.08 | 35.49 | 8.82 | 8.71 | 9.00 | 8.96 | 8.86 | 0.00 | 8   | 9    |
| 3  | Aliona Savchenko / Bruno Massot       | Đức                          | 75.36 | 39.33 | 37.03 | 9.21 | 9.18 | 9.21 | 9.36 | 9.32 | 1.00 | 9   | 8    |
| 4  | Alexa Scimeca Knierim / Chris Knierim | Hoa Kỳ                       | 69.75 | 38.41 | 31.34 | 7.86 | 7.57 | 7.96 | 7.89 | 7.89 | 0.00 | 4   | 7    |
| 5  | Yu Xiaoyu / Zhang Hao                 | Trung Quốc                   | 69.17 | 37.20 | 32.97 | 8.29 | 8.14 | 8.07 | 8.43 | 8.29 | 1.00 | 5   | 6    |
| 6  | Vanessa James / Morgan Ciprès         | Pháp                         | 68.49 | 34.66 | 33.83 | 8.46 | 8.39 | 8.29 | 8.57 | 8.57 | 0.00 | 7   | 5    |
| 7  | Nicole Della Monica / Matteo Guarise  | Ý                            | 67.62 | 35.73 | 31.89 | 7.93 | 7.71 | 8.04 | 8.07 | 8.11 | 0.00 | 6   | 4    |
| 8  | Miu Suzaki / Ryuichi Kihara           | Nhật Bản                     | 57.42 | 32.13 | 25.29 | 6.54 | 6.07 | 6.39 | 6.25 | 6.36 | 0.00 | 3   | 3    |
| 9  | Paige Conners / Evgeni Krasnopolski   | Israel                       | 54.47 | 30.70 | 24.77 | 6.25 | 5.96 | 6.25 | 6.39 | 6.11 | 1.00 | 2   | 2    |
| 10 | Kim Kyu-eun / Alex Kam                | Hàn Quốc                     | 52.10 | 27.70 | 24.40 | 6.18 | 5.82 | 6.21 | 6.18 | 6.11 | 0.00 | 1   | 1    |

#### Khiêu vũ trên băng
Phần thi khiêu vũ trên băng ngắn diễn ra vào ngày 11 tháng 2 năm 2018.
| XH | Tên                                  | Quốc gia                     | TSS   | TES   | PCS   | SS   | TR   | PE   | CH   | IN   | Ded  | StN | Điểm |
| -- | ------------------------------------ | ---------------------------- | ----- | ----- | ----- | ---- | ---- | ---- | ---- | ---- | ---- | --- | ---- |
| 1  | Tessa Virtue / Scott Moir            | Canada                       | 80.51 | 41.61 | 38.90 | 9.61 | 9.54 | 9.86 | 9.79 | 9.82 | 0.00 | 9   | 10   |
| 2  | Maia Shibutani / Alex Shibutani      | Hoa Kỳ                       | 75.46 | 38.42 | 37.04 | 9.32 | 9.11 | 9.29 | 9.36 | 9.21 | 0.00 | 7   | 9    |
| 3  | Ekaterina Bobrova / Dmitri Soloviev  | Vận động viên Olympic từ Nga | 74.76 | 38.11 | 36.65 | 9.14 | 9.00 | 9.18 | 9.29 | 9.21 | 0.00 | 10  | 8    |
| 4  | Anna Cappellini / Luca Lanotte       | Ý                            | 72.51 | 37.31 | 36.20 | 8.89 | 8.71 | 9.29 | 9.07 | 9.29 | 1.00 | 8   | 7    |
| 5  | Kana Muramoto / Chris Reed           | Nhật Bản                     | 62.15 | 32.17 | 29.98 | 7.54 | 7.32 | 7.46 | 7.57 | 7.57 | 0.00 | 6   | 6    |
| 6  | Marie-Jade Lauriault / Romain Le Gac | Pháp                         | 57.94 | 29.08 | 28.86 | 7.25 | 7.11 | 7.21 | 7.25 | 7.25 | 0.00 | 5   | 5    |
| 7  | Wang Shiyue / Liu Xinyu              | Trung Quốc                   | 56.98 | 27.75 | 29.23 | 7.29 | 7.11 | 7.39 | 7.39 | 7.36 | 0.00 | 4   | 4    |
| 8  | Kavita Lorenz / Joti Polizoakis      | Đức                          | 56.88 | 28.97 | 27.91 | 6.96 | 6.75 | 7.04 | 7.14 | 7.00 | 0.00 | 2   | 3    |
| 9  | Yura Min / Alexander Gamelin         | Hàn Quốc                     | 51.97 | 24.88 | 27.09 | 6.79 | 6.54 | 6.82 | 6.89 | 6.82 | 0.00 | 3   | 2    |
| 10 | Adel Tankova / Ronald Zilberberg     | Israel                       | 44.61 | 22.32 | 22.29 | 5.57 | 5.50 | 5.57 | 5.75 | 5.46 | 0.00 | 1   | 1    |

#### Nữ
Phần thi nữ ngắn diễn ra vào 11 tháng 2 năm 2018.
| XH | Tên                | Quốc gia                     | TSS   | TES   | PCS   | SS   | TR   | PE   | CH   | IN   | Ded  | StN | Điểm |
| -- | ------------------ | ---------------------------- | ----- | ----- | ----- | ---- | ---- | ---- | ---- | ---- | ---- | --- | ---- |
| 1  | Evgenia Medvedeva  | Vận động viên Olympic từ Nga | 81.06 | 42.83 | 38.23 | 9.54 | 9.43 | 9.57 | 9.56 | 9.68 | 0.00 | 10  | 10   |
| 2  | Carolina Kostner   | Ý                            | 75.10 | 36.96 | 38.14 | 9.54 | 9.32 | 9.50 | 9.68 | 9.64 | 0.00 | 7   | 9    |
| 3  | Kaetlyn Osmond     | Canada                       | 71.33 | 35.10 | 36.28 | 9.11 | 8.89 | 8.96 | 9.18 | 9.21 | 0.00 | 9   | 8    |
| 4  | Satoko Miyahara    | Nhật Bản                     | 68.95 | 34.33 | 34.62 | 8.71 | 8.39 | 8.71 | 8.68 | 8.79 | 0.00 | 8   | 7    |
| 5  | Bradie Tennell     | Hoa Kỳ                       | 68.94 | 38.94 | 30.00 | 7.54 | 7.29 | 7.68 | 7.54 | 7.46 | 0.00 | 3   | 6    |
| 6  | Choi Da-bin        | Hàn Quốc                     | 65.73 | 37.16 | 28.57 | 7.29 | 6.79 | 7.29 | 7.18 | 7.18 | 0.00 | 6   | 5    |
| 7  | Li Xiangning       | Trung Quốc                   | 58.62 | 32.65 | 25.97 | 6.61 | 6.14 | 6.64 | 6.46 | 6.61 | 0.00 | 2   | 4    |
| 8  | Nicole Schott      | Đức                          | 55.32 | 29.35 | 26.97 | 6.89 | 6.50 | 6.64 | 6.86 | 6.82 | 1.00 | 5   | 3    |
| 9  | Maé-Bérénice Méité | Pháp                         | 46.62 | 22.79 | 24.83 | 6.29 | 6.00 | 6.04 | 6.32 | 6.39 | 1.00 | 4   | 2    |
| 10 | Aimee Buchanan     | Israel                       | 46.30 | 25.07 | 21.23 | 5.32 | 4.96 | 5.36 | 5.39 | 5.50 | 0.00 | 1   | 1    |

### Phần thi tự do

#### Đôi
Phần thi đôi tự do diễn ra vào ngày 11 tháng 2 năm 2018.
| XH | Tên                                   | Quốc gia                     | TSS    | TES   | PCS   | SS   | TR   | PE   | CH   | IN   | Ded  | StN | Điểm |
| -- | ------------------------------------- | ---------------------------- | ------ | ----- | ----- | ---- | ---- | ---- | ---- | ---- | ---- | --- | ---- |
| 1  | Meagan Duhamel / Eric Radford         | Canada                       | 148.51 | 77.26 | 71.25 | 8.96 | 8.79 | 8.96 | 8.93 | 8.89 | 0.00 | 4   | 10   |
| 2  | Valentina Marchei / Ondřej Hotárek    | Ý                            | 138.44 | 72.02 | 67.42 | 8.18 | 8.21 | 8.54 | 8.64 | 8.57 | 1.00 | 2   | 9    |
| 3  | Natalia Zabiiako / Alexander Enbert   | Vận động viên Olympic từ Nga | 133.28 | 68.06 | 66.22 | 8.39 | 8.07 | 8.18 | 8.39 | 8.36 | 1.00 | 5   | 8    |
| 4  | Alexa Scimeca Knierim / Chris Knierim | Hoa Kỳ                       | 126.56 | 64.82 | 62.74 | 7.82 | 7.68 | 7.82 | 7.96 | 7.93 | 1.00 | 3   | 7    |
| 5  | Miu Suzaki / Ryuichi Kihara           | Nhật Bản                     | 97.67  | 49.24 | 49.43 | 6.39 | 5.93 | 6.04 | 6.29 | 6.25 | 1.00 | 1   | 6    |

#### Nam
Phần thi tự do nam diễn ra vào ngày 12 tháng 2 năm 2018.
| XH | Tên             | Quốc gia                     | TSS    | TES   | PCS   | SS   | TR   | PE   | CH   | IN   | Ded  | StN | Điểm |
| -- | --------------- | ---------------------------- | ------ | ----- | ----- | ---- | ---- | ---- | ---- | ---- | ---- | --- | ---- |
| 1  | Patrick Chan    | Canada                       | 179.75 | 87.67 | 93.08 | 9.50 | 9.29 | 8.93 | 9.39 | 9.43 | 1.00 | 4   | 10   |
| 2  | Mikhail Kolyada | Vận động viên Olympic từ Nga | 173.57 | 88.35 | 86.22 | 8.82 | 8.43 | 8.61 | 8.57 | 8.68 | 1.00 | 1   | 9    |
| 3  | Adam Rippon     | Hoa Kỳ                       | 172.98 | 86.20 | 86.78 | 8.61 | 8.39 | 8.82 | 8.75 | 8.85 | 0.00 | 3   | 8    |
| 4  | Matteo Rizzo    | Ý                            | 156.11 | 78.77 | 77.34 | 7.64 | 7.39 | 8.18 | 7.71 | 7.75 | 0.00 | 2   | 7    |
| 5  | Keiji Tanaka    | Nhật Bản                     | 148.36 | 72.02 | 77.34 | 8.00 | 7.57 | 7.50 | 7.96 | 7.64 | 1.00 | 5   | 6    |

#### Nữ
Phần thi tự do nữ diễn ra vào ngày 12 tháng 2 năm 2018.
| XH | Tên               | Quốc gia                     | TSS    | TES   | PCS   | SS   | TR   | PE   | CH   | IN   | Ded  | StN | Điểm |
| -- | ----------------- | ---------------------------- | ------ | ----- | ----- | ---- | ---- | ---- | ---- | ---- | ---- | --- | ---- |
| 1  | Alina Zagitova    | Vận động viên Olympic từ Nga | 158.08 | 83.06 | 75.02 | 9.21 | 9.29 | 9.57 | 9.39 | 9.43 | 0.00 | 5   | 10   |
| 2  | Mirai Nagasu      | Hoa Kỳ                       | 137.53 | 73.38 | 64.15 | 8.25 | 7.64 | 8.32 | 7.89 | 8.00 | 0.00 | 1   | 9    |
| 3  | Gabrielle Daleman | Canada                       | 137.14 | 68.86 | 68.28 | 8.71 | 8.18 | 8.71 | 8.50 | 8.57 | 0.00 | 3   | 8    |
| 4  | Carolina Kostner  | Ý                            | 134.00 | 59.73 | 74.27 | 9.39 | 9.07 | 9.00 | 9.46 | 9.50 | 0.00 | 4   | 7    |
| 5  | Kaori Sakamoto    | Nhật Bản                     | 131.91 | 65.51 | 66.40 | 8.32 | 8.11 | 8.32 | 8.39 | 8.36 | 0.00 | 2   | 6    |

#### Khiêu vũ trên băng
Phần thi khiêu vũ trên băng tự do diễn ra vào ngày 12 tháng 2 năm 2018.
| XH | Tên                                 | Quốc gia                     | TSS    | TES   | PCS   | SS   | TR   | PE   | CH   | IN   | Ded  | StN | Điểm |
| -- | ----------------------------------- | ---------------------------- | ------ | ----- | ----- | ---- | ---- | ---- | ---- | ---- | ---- | --- | ---- |
| 1  | Tessa Virtue / Scott Moir           | Canada                       | 118.10 | 59.25 | 58.85 | 9.61 | 9.61 | 9.93 | 9.93 | 9.96 | 0.00 | 5   | 10   |
| 2  | Maia Shibutani / Alex Shibutani     | Hoa Kỳ                       | 112.01 | 56.41 | 55.60 | 9.32 | 9.18 | 9.36 | 9.18 | 9.29 | 0.00 | 4   | 9    |
| 3  | Ekaterina Bobrova / Dmitri Soloviev | Vận động viên Olympic từ Nga | 110.43 | 54.72 | 55.71 | 9.21 | 9.11 | 9.36 | 9.36 | 9.39 | 0.00 | 3   | 8    |
| 4  | Anna Cappellini / Luca Lanotte      | Ý                            | 107.00 | 52.70 | 54.30 | 8.96 | 8.79 | 9.07 | 9.14 | 9.29 | 0.00 | 2   | 7    |
| 5  | Kana Muramoto / Chris Reed          | Nhật Bản                     | 87.88  | 44.69 | 44.19 | 7.32 | 7.29 | 7.14 | 7.68 | 7.39 | 1.00 | 1   | 6    |

### Tổng điểm

#### Tổng điểm đồng đội
| XH | Quốc gia                     | M-SP | P-SP | D-SD | L-SP | P-FS    | M-FS    | L-FS    | D-FD    | Điểm |
| -- | ---------------------------- | ---- | ---- | ---- | ---- | ------- | ------- | ------- | ------- | ---- |
| 1  | Canada                       | 8    | 9    | 10   | 8    | 10      | 10      | 8       | 10      | 73   |
| 2  | Vận động viên Olympic từ Nga | 3    | 10   | 8    | 10   | 8       | 9       | 10      | 8       | 66   |
| 3  | Hoa Kỳ                       | 7    | 7    | 9    | 6    | 7       | 8       | 9       | 9       | 62   |
| 4  | Ý                            | 6    | 4    | 7    | 9    | 9       | 7       | 7       | 7       | 56   |
| 5  | Nhật Bản                     | 10   | 3    | 6    | 7    | 6       | 6       | 6       | 6       | 50   |
| 6  | Trung Quốc                   | 4    | 6    | 4    | 4    | Bị loại | Bị loại | Bị loại | Bị loại | 18   |
| 7  | Đức                          | 2    | 8    | 3    | 3    | Bị loại | Bị loại | Bị loại | Bị loại | 16   |
| 8  | Israel                       | 9    | 2    | 1    | 1    | Bị loại | Bị loại | Bị loại | Bị loại | 13   |
| 9  | Hàn Quốc                     | 5    | 1    | 2    | 5    | Bị loại | Bị loại | Bị loại | Bị loại | 13   |
| 10 | Pháp                         | 1    | 5    | 5    | 2    | Bị loại | Bị loại | Bị loại | Bị loại | 13   |